# Карман (Манитоба)
Карман (енгл. Carman) је варошица на крајњем јужном делу канадске провинције Манитоба у оквирима географско-статистичке регије Пембина Вали. Насеље се налази на раскрсници аутопутева 3 и 13 на око 36 км северно од града Винклера и на око 75 км југозападно од административног центра провинције града Винипега. Међународна граница са америчком савезном државом Северна Дакота лежи свега око 60 км јужније.
Насеље је настало 1870. године, 1899. административно је унапређено у село, а од 1905. има службени статус варошице.

Према резултатима пописа становништва из 2011. у варошици је живело 3.027 становника у укупно 1.415 домаћинства, што је за 8,8% више у односу на 2.781 житеља колико је регистровано
приликом пописа 2006. године.

Пољопривреда је најважнија привредна делатност и главни извор прихода варошице и околине.

## Становништво
| 1996. | 2001. | 2006. | 2011. |
| ----- | ----- | ----- | ----- |
| 2.704 | 2.831 | 2.781 | 3.027 |